# Vranje
Vranje (en serbe cyrillique : Врање) est une ville de Serbie située dans le district de Pčinja. Au recensement de 2011, la ville intra muros comptait 54 456 habitants et le territoire métropolitain dont elle est le centre, appelé ville de Vranje (Град Врање et Grad Vranje), 82 782.
Vranje est le centre administratif de la ville de Vranje, le siège de l'éparchie de Vranje, une subdivision de l'Église orthodoxe serbe, et le centre de commandement de la 4e brigade de l'armée de Serbie.

## Géographie
Vranje est située à 347 km au sud de Belgrade, dans la vallée de la Morava. La ville se trouve à proximité immédiate des monts Plačkovica (1 231 m), Krstilovica (1 154 m) et Pržar (731 m).

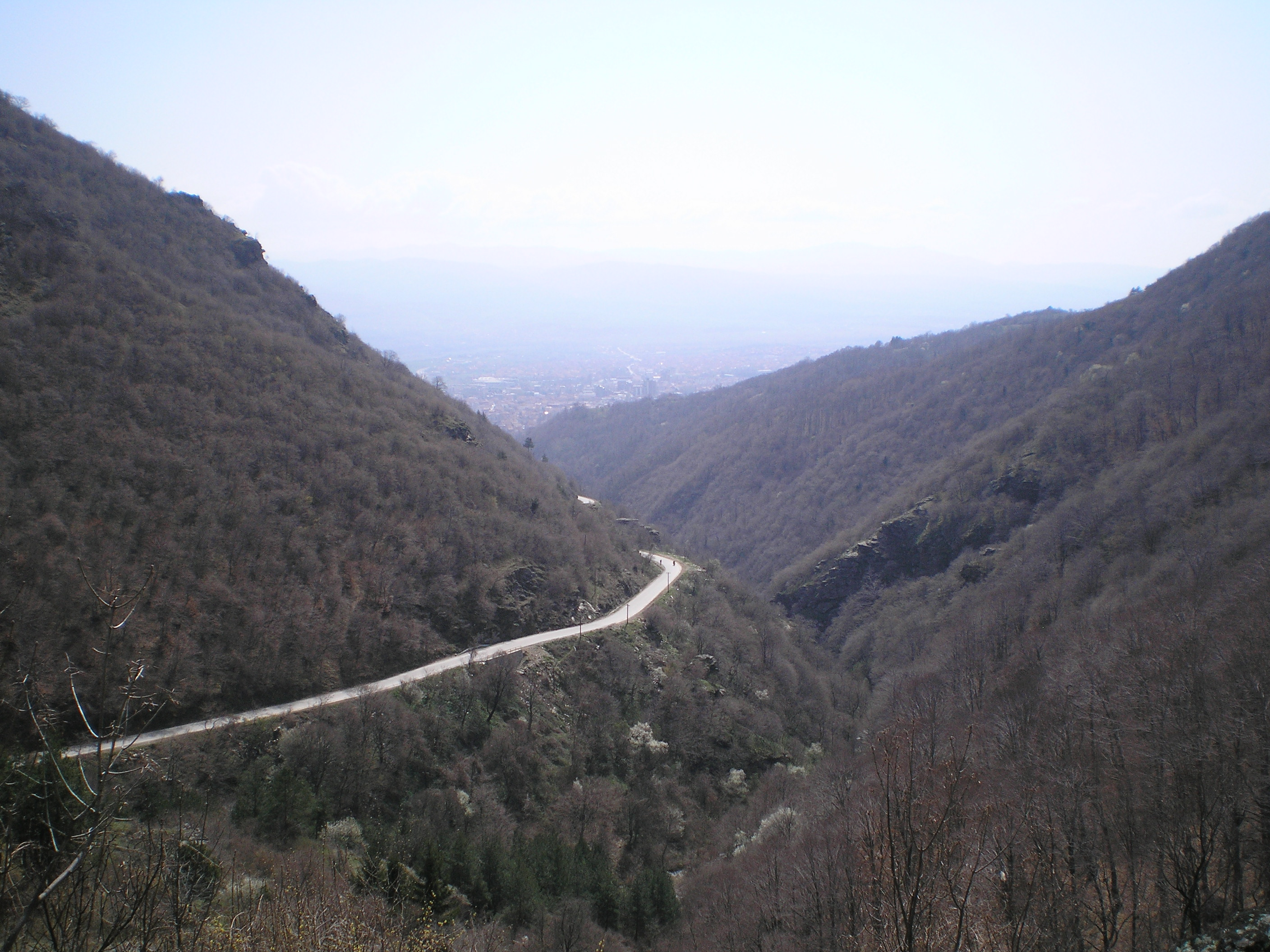
Les gorges de la Gradska reka

Le territoire de la Ville de Vranje est situé à proximité des frontières de la Bulgarie et de la Macédoine. Il est bordé par les municipalités de Bujanovac, Trgovište, Bosilegrad, Surdulica, Vladičin Han, Leskovac et Kosovska Kamenica (au Kosovo).

## Climat
La station météorologique de Vranje, située à 432 m d'altitude, enregistre des données depuis 1894 (coordonnées 42° 33′ N, 21° 55′ E). Vranje jouit d'un climat continental modéré.
La température maximale jamais enregistrée à la station a été de 41,6 °C le 24 juillet 2007 et la température la plus basse a été de −25,0 °C le 13 janvier 1985. Le record de précipitations enregistré en une journée a été de 73,8 mm le 18 septembre 1972. La couverture neigeuse la plus importante a été de 58 cm le 11 janvier 1985.
Pour la période de 1961 à 1990, les moyennes de température et de précipitations s'établissaient de la manière suivante :
| Mois                                       | Janv | Fév  | Mars | Avr  | Mai  | Juin | Juil | Août | Sept | Oct  | Nov  | Déc  | Année |
| ------------------------------------------ | ---- | ---- | ---- | ---- | ---- | ---- | ---- | ---- | ---- | ---- | ---- | ---- | ----- |
| Températures maximales moyennes (°C)       | 3,0  | 6,2  | 11,3 | 16,7 | 21,6 | 24,8 | 27,3 | 27,6 | 24,0 | 18,0 | 10,6 | 4,6  | 16,3  |
| Températures moyennes (°C)                 | -0,7 | 2,0  | 6,1  | 11,0 | 15,6 | 18,6 | 20,7 | 20,6 | 16,9 | 11,6 | 5,9  | 1,0  | 10,8  |
| Températures minimales moyennes (°C)       | -3,9 | -1,8 | 1,3  | 5,4  | 9,6  | 12,6 | 13,9 | 13,8 | 10,5 | 6,0  | 1,8  | -2,2 | 5,6   |
| Moyennes mensuelles de précipitations (mm) | 41,4 | 43,4 | 46,0 | 51,7 | 65,0 | 70,9 | 50,4 | 38,7 | 45,4 | 46,2 | 62,9 | 52,0 | 614,0 |

## Histoire
La région était incluse dans les frontières du premier État bulgare à l'époque de Khan Presiyan.
La ville fut mentionnée pour la première fois en 1093 par Anna Comnina, fille de l'empereur byzantin Alexius I Comnène. Dans le livre Alexiade, Anna Comnina raconte la prise de la ville par le voïvode serbe Vukan, mais peu de temps après, les Byzantins ont repris Vranje.
Après la restauration de l'État bulgare, sous le règne du roi Kaloyan, la ville et ses environs sont entrés dans le deuxième État bulgare. La pénétration serbe dans la ville et ses environs s'est produite vers la fin du XIIIe siècle. Il est intéressant de noter que Vranja, contrairement à Nis et Leskovac, a été aux mains des Serbes pendant une période plus longue, mais malgré cela, la Bulgarie y a établi de solides racines. Cela est dû à la proximité géographique et à la connectivité de la ville et du district avec Skopje. Pendant l'occupation autrichienne des Balkans (1688-1692), Vranje était dirigée par la famille allemande Von Lam.
Selon la carte ethnographique de 1877-1878 du diplomate allemand Karl Sachs, les habitants de Vranje étaient à cette époque des Bulgares exarchistes.
Vranci et la population du district participent activement aux luttes pour l'indépendance ecclésiale et nationale. La ville et ses environs font partie du diocèse de l'Exarchie bulgare et enfin de San Stefano Bulgarie. En vertu du traité de Berlin, la Serbie, après avoir obtenu son indépendance, a acquis Vranje et ses environs.
Pendant la Première Guerre mondiale, du 4 octobre 1915 à 1918, la ville était sous contrôle bulgare. En 1917, elle comptait 11 500 habitants. 273 soldats et officiers bulgares de la Première Guerre mondiale sont enterrés près de la ville. Après la guerre, avec le rétablissement du statu quo et en vertu du traité de Nyoi, Vransko reçut Bosilegradsko.
La ville et ses environs faisaient partie du Royaume de Bulgarie pendant la Seconde Guerre mondiale (1941-1944). Pendant la domination bulgare en Poméranie pendant la Seconde Guerre mondiale, Luben Iv. Peychev de Breznik fut maire bulgare de Vrania du 8 août 1941 au 2 avril 1943. Après cela, Peter St. était le maire. Milenkov de Plovdiv (15 mai 1943 - 31 août 1944). Il n'existe pas d'informations fiables sur la date exacte de la fondation de Vranje. La ville a sans doute été fondée sous l'Empire romain, sous les Byzantins ou par les tribus slaves qui sont venus s'installer dans la région aux VIe et VIIe siècles. Quoi qu'il en soit, la région de Vranje constituait une zone de passage pour les marchands de l'Antiquité.

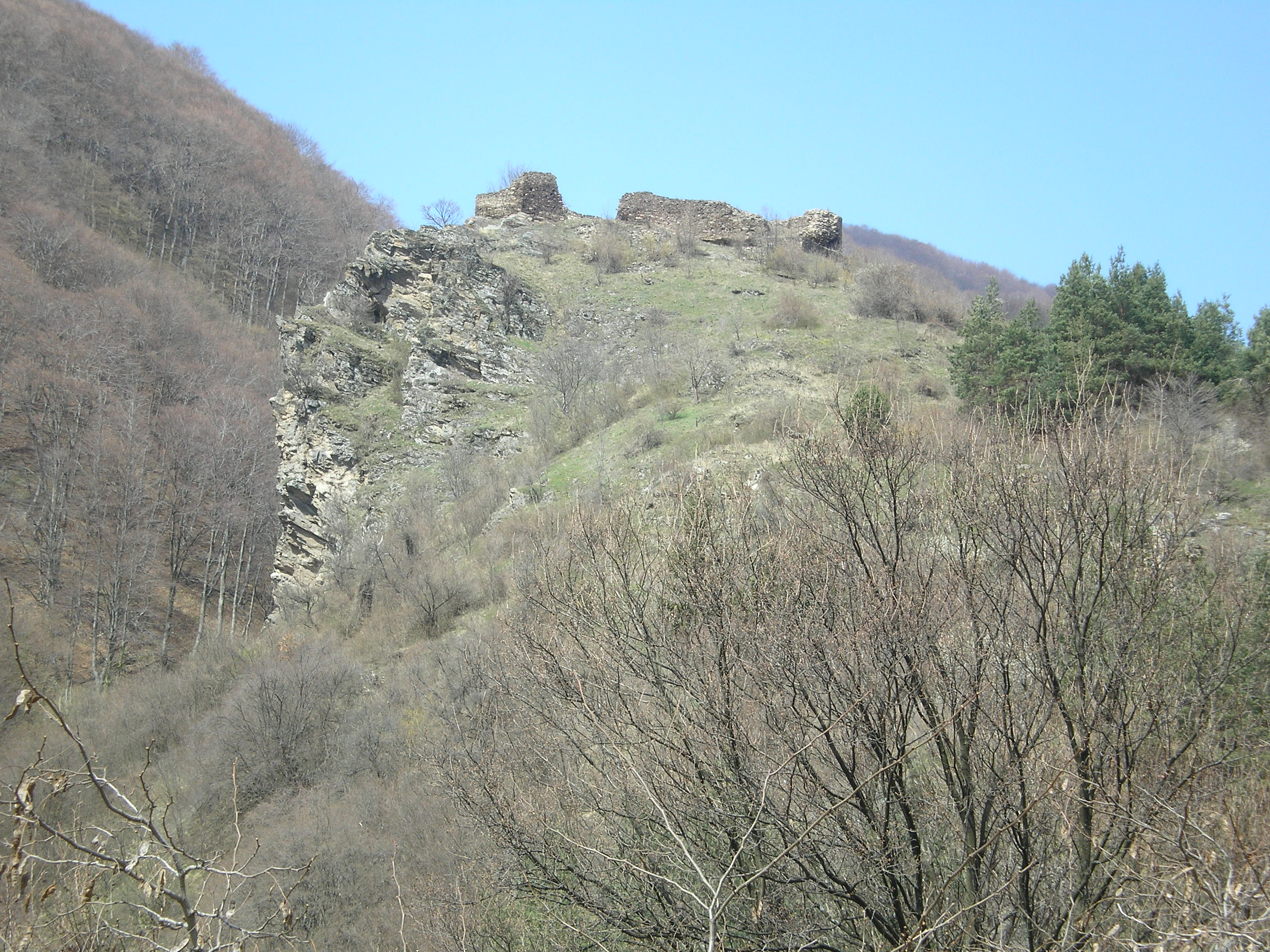
Ruines de la forteresse de Markovo kale, près de Vranje

Le nom de Vranje apparaît pour la première fois en 1093 dans l’Alexiade d’Anne Comnène, la fille de l'empereur byzantin Alexis Ier Comnène et d'Irène Doukas. Elle y explique que le Župan de Rascie Vukan conquit Vranje en 1093 mais qu'il dut bientôt s'en retirer face à la puissance de l'Empire byzantin. En 1193, Vranje fut une nouvelle fois pris aux Byzantins par Stefan Nemanja. Toutefois, la ville ne fit partie de l'État médiéval serbe qu'en 1207, après que Stefan Prvovenčani (Stefan (« le premier couronné »), l'eut définitivement conquise sur les Byzantins. Pendant la fragmentation de l'État serbe médiéval, la région de Vranje devint indépendante et fut gouvernée par Ćesar Uglješa, « seigneur de Vranje, de Preševo et de Kumanovo ».
Les Ottomans s'emparèrent de Vranje le 14 juin 1455. La ville resta ensuite sous leur domination jusqu'au 31 janvier 1878, date à laquelle elle fut conquise par une armée serbe commandée par le général Jovan Belimarković. Après plus de quatre siècles de présence turque, elle rejoignit ainsi la principauté de Serbie ; elle comptait à l'époque un peu plus de 8 000 habitants.
Au début du XXe siècle, Vranje comptait environ 12 000 citoyens. Ville frontalière de la principauté de Serbie puis, à partir de 1882, du royaume de Serbie, elle servit de base de départ pour les tchetniks qui se battaient dans la Vieille Serbie (Kosovo, Macédoine du nord et de l'ouest). À ce moment-là, la ville possédait un consulat turc.
Au cours des guerres des Balkans et des deux guerres mondiales, Vranje constitua une cible de prédilection pour les armées engagées. Lors de la Première Guerre balkanique, en 1912, elle servit de poste de commandement pour les opérations des Serbes contre les Turcs, dirigées personnellement par le roi Pierre Ier, le premier ministre Nikola Pašić et le général Radomir Putnik. Lors de la Première Guerre mondiale, la ville fut conquise par les Bulgares ; 512 soldats y perdirent la vie et 335 civils furent exécutés. Lors de la Deuxième Guerre mondiale, les Allemands nazis entrèrent dans Vranje le 9 avril 1941 et, le 22 avril, ils livrèrent la ville aux Bulgares ; 700 personnes furent exécutées et plus de 4 000 furent emprisonnées. Vranje fut libéré le 7 septembre 1944.

### Vranje, la «fleur jaune»

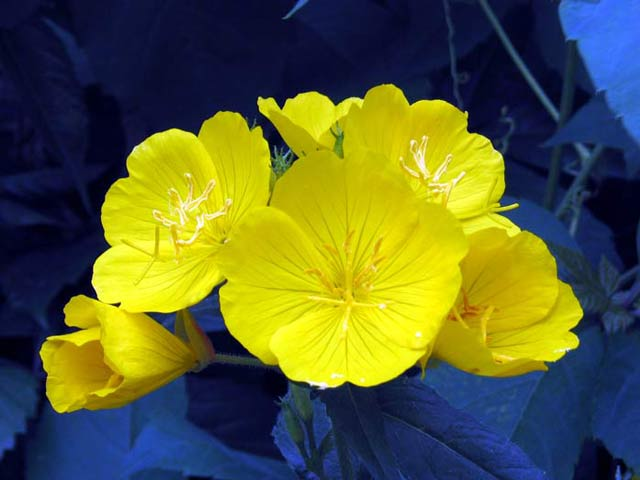
La fleur jaune, symbole de Vranje.

Vranje est souvent appelée la « fleur jaune ». De fait, à la fin de la Première Guerre mondiale, un soldat de l'armée française qui traversait la ville, salua une vieille femme en lui disant « Bonjour ! ». La vieille dame, qui était dans son jardin, ne comprenant pas le français, entendit le mot serbe božur (à prononcer bojour), qui désigne une pivoine. Elle lui répondit alors : « Ce n'est pas une pivoine, mon fils, c'est une fleur jaune ». Depuis cette époque, la ville de Vranje est surnommée žuto cveće, la « fleur jaune ». Cette fleur figure dans le blason de la ville et elle est mentionnée dans une célèbre chanson Vranje, moje žuto cveće, « Vranje, ma fleur jaune ». La couleur jaune est également une des couleurs de la ville ; elle est celle du maillot de l'équipe de football locale, le FK Dinamo Vranje.

## Localités de laVillede Vranje

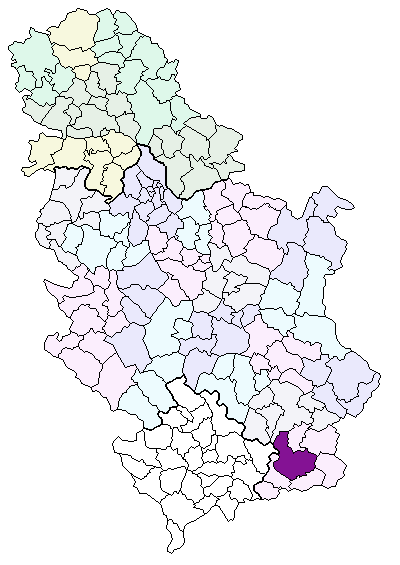
Localisation de la Ville de Vranje en Serbie

La Ville de Vranje (ex-municipalité) compte 105 localités :
| - Aleksandrovac - Babina Poljana - Barbarušince - Barelić - Beli Breg - Bojin Del - Bresnica - Bujkovac - Buljesovce - Buštranje - Viševce - Vlase - Vranje - Vranjska Banja - Vrtogoš - Golemo Selo - Gornja Otulja - Gornje Žapsko - Gornje Punoševce - Gornje Trebešinje - Gornji Neradovac | - Gradnja - Gumerište - Davidovac - Dobrejance - Donja Otulja - Donje Žapsko - Donje Punoševce - Donje Trebešinje - Donji Neradovac - Dragobužde - Drenovac - Dubnica - Duga Luka - Dulan - Dupeljevo - Zlatokop - Izumno - Katun - Klašnjice - Klisurica - Kopanjane | - Korbevac - Korbul - Koćura - Kriva Feja - Kruševa Glava - Kumarevo - Kupinince - Lalince - Leva Reka - Lepčince - Lipovac - Lukovo - Margance - Mečkovac - Mijakovce - Mijovce - Milanovo - Milivojce - Moštanica - Nastavce - Nesvrta | - Nova Brezovica - Oblička Sena - Ostra Glava - Pavlovac - Panevlje - Pljačkovica - Prvonek - Prevalac - Preobraženje - Ranutovac - Rataje - Ribnice - Ristovac - Roždace - Rusce - Sebevranje - Sikirje - Slivnica - Smiljević - Soderce - Srednji Del | - Stance - Stara Brezovica - Stari Glog - Strešak - Stropsko - Struganica - Studena - Suvi Dol - Surdul - Tesovište - Tibužde - Toplac - Trstena - Tumba - Ćukovac - Ćurkovica - Urmanica - Uševce - Crni Vrh - Crni Lug - Čestelin |

En application de la loi sur l'organisation territoriale de la Répbulique de Serbie, votée le 28 décembre 2007, Vranje a obtenu le statut officiel de « ville » ou « cité »  (en serbe, au singulier : Град et Grad ; au pluriel : Градови et Gradovi). Toutes les autres localités de la Ville sont considérées comme des « villages » (село/selo).

## Démographie

### Vranjeintra muros

#### Évolution historique de la population dans Vranje
| 1900   | 1905   | 1910   | 1921  | 1931  | 1941   |
| ------ | ------ | ------ | ----- | ----- | ------ |
| 10 586 | 10 110 | 10 487 | 8 221 | 9 817 | 11 000 |

| 1948   | 1953   | 1961   | 1971   | 1981   | 1991   | 2002   | 2011   |
| ------ | ------ | ------ | ------ | ------ | ------ | ------ | ------ |
| 11 252 | 13 465 | 17 999 | 28 613 | 44 094 | 51 818 | 55 052 | 54 456 |

### Ville de Vranje (ex-municipalité)

#### Évolution historique de la population dans la Ville
| 1948   | 1953   | 1961   | 1971   | 1981   | 1991   | 2002   | 2011   |
| ------ | ------ | ------ | ------ | ------ | ------ | ------ | ------ |
| 59 504 | 62 659 | 65 367 | 72 208 | 82 527 | 86 518 | 87 288 | 82 782 |

## Politique
À la suite des élections locales serbes de 2008, les 62 sièges de l'assemblée municipale de Vranje se répartissaient de la manière suivante :
| Parti                                                                         | Sièges |
| ----------------------------------------------------------------------------- | ------ |
| Pour une Serbie européenne                                                    | 22     |
| Parti socialiste de Serbie - Parti des retraités unis de Serbie - Serbie unie | 13     |
| Parti radical serbe                                                           | 12     |
| Parti démocratique de Serbie                                                  | 5      |
| Nouvelle Serbie                                                               | 4      |
| G17 Plus                                                                      | 4      |
| Parti progressiste serbe                                                      | 2      |

Miroljub Stojčić, membre du Parti socialiste de Serbie, qui était président (maire) de la municipalité de Vranje, a été élu maire (en serbe : gradonačelnik) de la Ville de Vranje nouvellement créée ; il dirigeait la liste Pour une Serbie européenne, soutenue par le président Boris Tadić.

## Culture
Vranje est célèbre pour sa musique populaire traditionnelle, à la fois vivante et mélancolique. C'est elle qui accompagne la pièce de théâtre Koštana, écrite par Borisav Stanković. Cette musique a été renouvelée, avec une influence du style oriental et un accompagnement de cuivres ; elle est souvent interprétée par les Roms de la région, qui, pour beaucoup d'entre eux ont une origine égyptienne[réf. nécessaire].
Vranje possède un musée national, qui, entre autres, abrite une galerie de peinture ou encore la maison-musée Bora Stanković, qui rassemble des souvenirs de l'écrivain. Parmi les autres instiutions culturelles de la ville, on peut noter le Théâtre Bora Stanković, ou encore les Archives historiques, la Bibliothèque Bora Stanković et le Centre Père Justin Popović, qui est située dans la maison du théologien et abrite aussi une collection qui lui est consacrée.
La ville accueille également un American Corner.

### Architecture et monuments

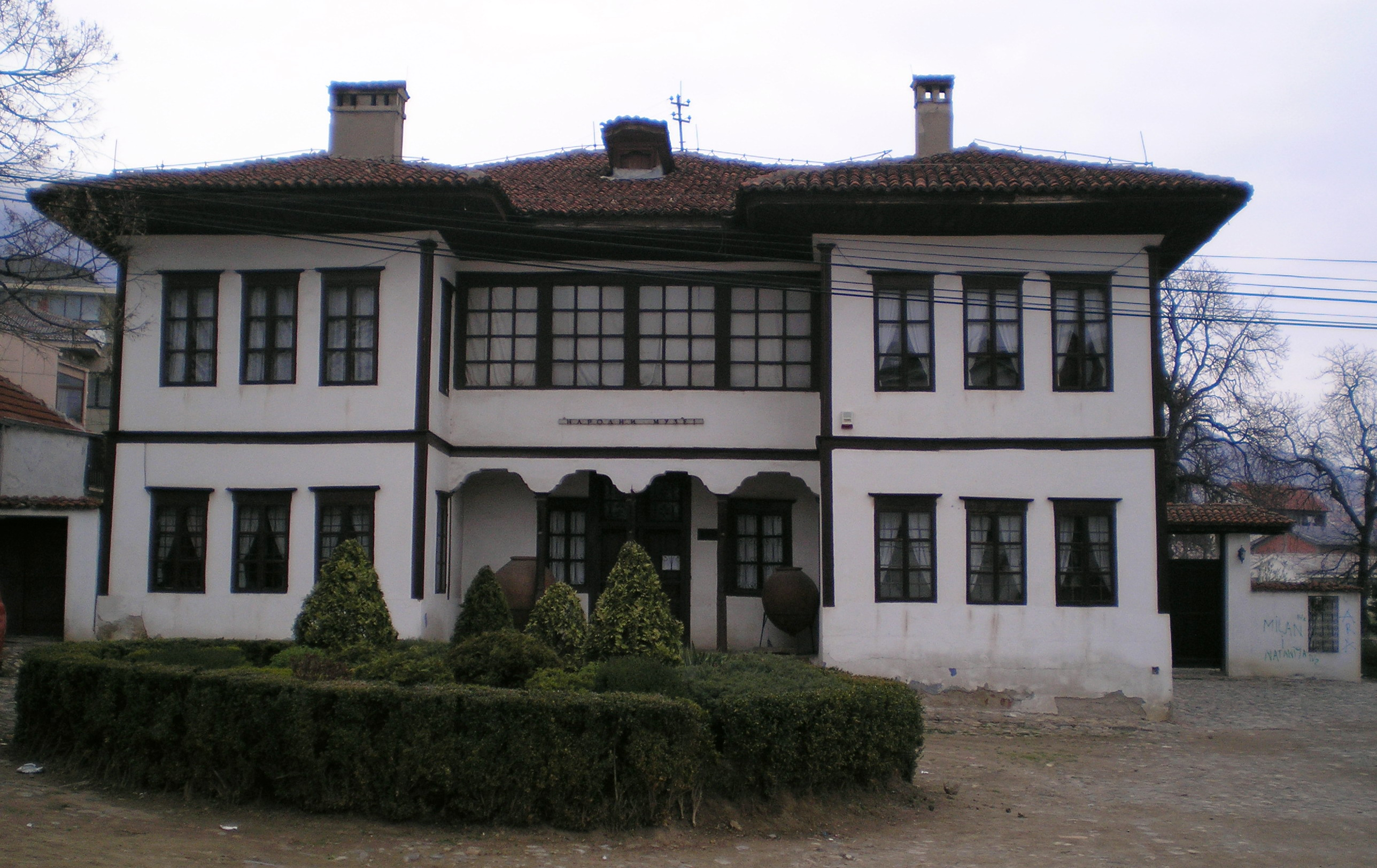
Le konak du pacha, qui abrite le Musée national de Vranje

À 4 km au nord de Vranje, dans les gorges de la Gradska reka et sur l'ancienne route qui mène à Leskovac, se trouve La forteresse de Markovo kale (en serbe cyrillique : Марково Кале) ; construite au XIIIe siècle, elle doit son nom au souverain serbe Marko Mrnjavčević ; elle est aujourd'hui en ruine.
Parmi les édifices de Vranje, on peut signaler l'église Saint-Nicolas, construite entre 1343 et 1345. De la période ottomane, Vranje conserve un hammam, construit au XVIIe siècle ou encore  le konak du pacha, qui abrite le Musée national et qui a été construit en 1765, dans un style typiquement balkanique. L'architecture du XIXe siècle est également représentée, avec la cathédrale de la Sainte-Trinité (Saborni hram Svete Trojice), édifiée en 1820, ou encore la maison de Bora Stanković, construite en 1850. L'une des constructions les plus célèbres de la ville est le Beli most (Бели мост), le « pont blanc », qui date de 1844. Le bâtiment de la Municipalité de Vranje, quant à lui, a été construit entre 1903 et 1905.
Vranje abrite également un grand nombre de monuments, élevés en l'honneur des événements marquant de l'histoire et des personnalités de la ville. Parmi eux, on peut signaler le Monument des Libérateurs de Vranje vis-à-vis des Turcs, également connu sous le nom de Čika Mitke ; commémorant le départ des Ottomans en 1878, il a été réalisé en 1903 par le sculpteur Simeon Roksandić (1874-1943). Une statue de Bora Stanković, inaugurée le 7 septembre 1954, s'élève dans le parc municipal.

### Éducation
Vranje abrite la Faculté de pédagogie de l'Université de Niš.

## Sport
Vranje possède un club de football, le FK Dinamo Vranje, créé en 1947.

## Économie
Parmi les entreprises les plus importantes de Vranje, on peut citer la société Alfa plam, qui est spécialisée dans la production d'appareils de chauffage : fourneaux, cuisinières, cheminées, plaques chauffantes et fours ; Alpha plam Vranje entre dans la composition du BELEX15, l'indice principal de la Bourse de Belgrade.
La société Simpo travaille dans le domaine de l'industrie du meuble et dans l'agroalimentaire (eau minérale Rosa et chocolats Simka),. Vranje est également le siège de la société Zavarivač, qui travaille dans le domaine de l'industrie manufacturière ; elle fabrique des chauffe-eau et des chaudières et toutes sortes d'équipements pour l'industrie agroalimentaire ou la pétrochimie, des réservoirs, des silos, des cheminées, des récipients sous pression etc. ; elle fabrique également des structures en acier ou en métaux léger destinées à la construction de ponts et de toits, ainsi que des équipements pour les usines d'asphalte et de ciment ; elle assure également l'installation de ces équipements ; elle produit aussi des structures en aluminium, notamment pour la construction de kiosques, de cabines et de vitrines. Ces deux entreprises entrent dans la composition du BELEXline, l'un des trois indices de la Bourse de Belgrade.

## Personnalités

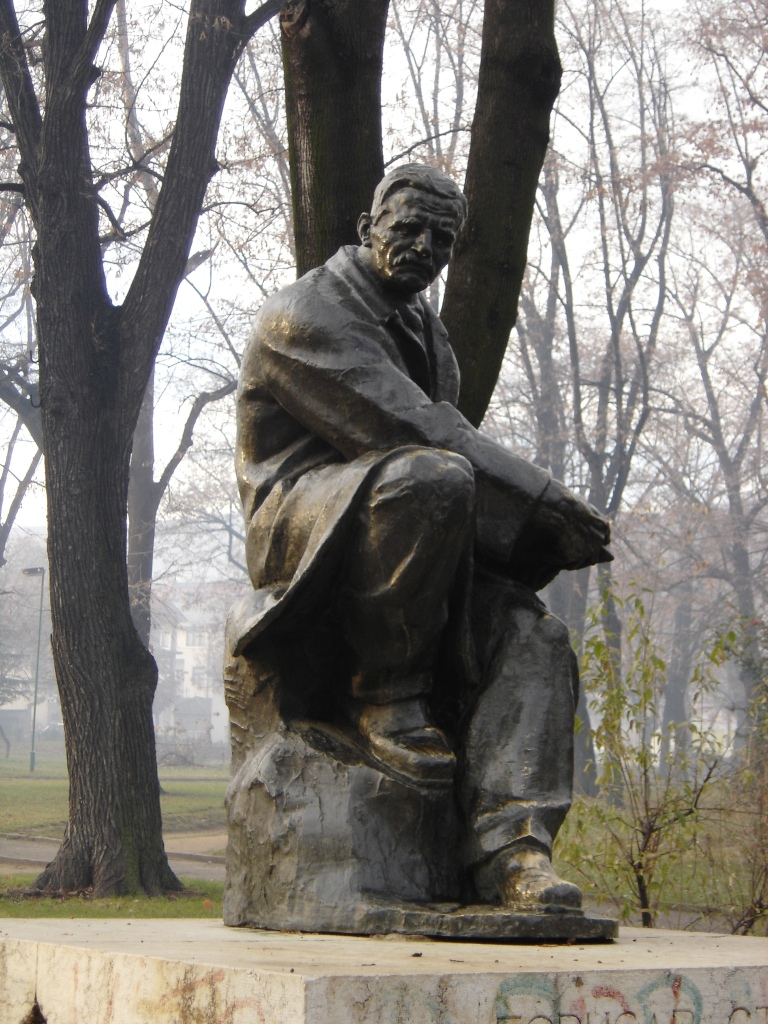
Statue de Borisav (Bora) Stanković à Vranje

- Borisav (Bora) Stanković (1875-1927), écrivain.
- Miroslav-Cera Mihajlović, poète.
- Jovan Hadži-Vasiljević, (1866-1946), historien.
- Djordje Tasić, (1892-1943), juriste.
- Justin Popović (1894-1979), théologien et philosophe.
- Dragoljub Mihajlović, médecin.
- Marjan Bosković, professeur d'anatomie, né à Kriva Feja.
- Dragan Pavlović, professeur d'Anesthésie
- Dragoslav Mitrinović, mathématicien.
- Zoran Petrusijević, peintre.
- Suzana Stojanović, peintre.
- Bakija Bakić, musicien.

## Coopération internationale
- Cetinje (Monténégro)
- Požarevac (Serbie)

Vranja a signé des accords de partenariat avec les villes suivantes :
- Nowy Sącz (Pologne)
- Volos (Grèce)